# تسجيلات آر سي إيه
تسجيلات ار سي ايه هي شركة تسجيلات موسيقية أمريكية تأسست سنة 1929 من قبل جنرال إلكتريك بعد شراءها لشركتي «فيكتور» و«بلوبيرد» للاسطوانات الموسيقية.

## روابط خارجية
- تسجيلات آر سي إيه على موقع الموسوعة البريطانية (الإنجليزية)
- تسجيلات آر سي إيه على موقع قاعدة بيانات برودواي على الإنترنت (الإنجليزية)